# La Ferté-Loupière
La Ferté-Loupière és un municipi francès, situat al departament del Yonne i a la regió de Borgonya - Franc Comtat. L'any 2007 tenia 574 habitants.

## Demografia

### Població
El 2007 la població de fet de La Ferté-Loupière era de 574 persones. Hi havia 228 famílies, de les quals 68 eren unipersonals (32 homes vivint sols i 36 dones vivint soles), 80 parelles sense fills, 60 parelles amb fills i 20 famílies monoparentals amb fills.
La població ha evolucionat segons el següent gràfic:
Habitants censats

### Habitatges
El 2007 hi havia 381 habitatges, 242 eren l'habitatge principal de la família, 124 eren segones residències i 15 estaven desocupats. 371 eren cases i 9 eren apartaments. Dels 242 habitatges principals, 197 estaven ocupats pels seus propietaris, 34 estaven llogats i ocupats pels llogaters i 11 estaven cedits a títol gratuït; 2 tenien una cambra, 11 en tenien dues, 45 en tenien tres, 63 en tenien quatre i 121 en tenien cinc o més. 174 habitatges disposaven pel capbaix d'una plaça de pàrquing. A 131 habitatges hi havia un automòbil i a 89 n'hi havia dos o més.

### Piràmide de població
La piràmide de població per edats i sexe el 2009 era:
| Homes | Edats   | Dones |
| ----- | ------- | ----- |
| 0     | 95 o +  | 0     |
| 0     | 90 a 94 | 0     |
| 0     | 85 a 89 | 24    |
| 12    | 80 a 84 | 8     |
| 12    | 75 a 79 | 12    |
| 16    | 70 a 74 | 20    |
| 16    | 65 a 69 | 20    |
| 28    | 60 a 64 | 12    |
| 16    | 55 a 59 | 20    |
| 20    | 50 a 54 | 4     |
| 12    | 45 a 49 | 32    |
| 16    | 40 a 44 | 28    |
| 20    | 35 a 39 | 12    |
| 16    | 30 a 34 | 8     |
| 20    | 25 a 29 | 20    |
| 28    | 20 a 24 | 20    |
| 16    | 15 a 19 | 28    |
| 24    | 10 a 14 | 8     |
| 20    | 5 a 9   | 20    |
| 12    | 0 a 4   | 8     |

## Economia
El 2007 la població en edat de treballar era de 334 persones, 231 eren actives i 103 eren inactives. De les 231 persones actives 204 estaven ocupades (107 homes i 97 dones) i 27 estaven aturades (13 homes i 14 dones). De les 103 persones inactives 46 estaven jubilades, 20 estaven estudiant i 37 estaven classificades com a «altres inactius».

### Ingressos
El 2009 a La Ferté-Loupière hi havia 263 unitats fiscals que integraven 590 persones, la mediana anual d'ingressos fiscals per persona era de 16.494 €.

### Activitats econòmiques
Dels 34 establiments que hi havia el 2007, 3 eren d'empreses alimentàries, 2 d'empreses de fabricació de material elèctric, 8 d'empreses de construcció, 6 d'empreses de comerç i reparació d'automòbils, 2 d'empreses de transport, 2 d'empreses d'hostatgeria i restauració, 1 d'una empresa d'informació i comunicació, 1 d'una empresa financera, 2 d'empreses immobiliàries, 4 d'empreses de serveis, 2 d'entitats de l'administració pública i 1 d'una empresa classificada com a «altres activitats de serveis».
Dels 13 establiments de servei als particulars que hi havia el 2009, 1 era una oficina de correu, 1 una oficina bancària, 1 taller de reparació d'automòbils i de material agrícola, 3 paletes, 2 fusteries, 1 lampisteria, 1 electricista, 1 perruqueria, 1 restaurant i 1 agència immobiliària.
Dels 4 establiments comercials que hi havia el 2009, 1 era una botiga de més de 120 m², 1 una botiga de menys de 120 m², 1 una fleca i 1 un drogueria.
L'any 2000 a La Ferté-Loupière hi havia 23 explotacions agrícoles que ocupaven un total de 1.755 hectàrees.

## Equipaments sanitaris i escolars
El 2009 hi havia una escola elemental.

## Poblacions més properes
El següent diagrama mostra les poblacions més properes.